# Mine de Kopalnia Luiza
La mine de Kopalnia Luiza est une mine souterraine de charbon située en Pologne,.